# Борисевич, Александр Васильевич
Алекса́ндр Васи́льевич Борисе́вич (р. 15 марта 1968 года) — российский офицер воздушно-десантных войск, участник боевых действий, Герой Российской Федерации (13.02.1995). Полковник.

## Биография
Александр Борисевич родился 15 марта 1968 года в городе Капсукас (ныне — Мариямполе, Литва). В Советской Армии с 1985 года. В 1989 году он окончил Рязанское высшее воздушно-десантное командное училище, после чего служил в 137-м гвардейском парашютно-десантном полку 106-й гвардейской воздушно-десантной дивизии, к ноябрю 1994 года командовал парашютно-десантной ротой в батальоне гвардии подполковника С. Голубятникова. Участвовал в первой чеченской войне.
Батальон Борисевича имел боевой задачей выдвижение в районе Грозненского железнодорожного вокзала и помочь мотострелковой части, оказавшейся в окружении. Пользуясь темнотой, рано утром 2 января 1995 года рота Борисевича пешим порядком начала продвижение к цели. Добравшись до вокзала, она вступила в бой с чеченскими сепаратистами. Борисевич создал две штурмовые группы, одну из которых возглавил лично, и атаковал здание, в котором засели крупные силы противника, и захватил его. В результате боя было уничтожено более 30 боевиков, захвачено большое количество вооружения и боеприпасов. В захваченном здании организовал круговую оборону и в последующие семь дней под его командованием группа отразила 17 атак превосходящих сил бандформирований..
Указом Президента Российской Федерации от 13 февраля 1995 года за «мужество и самоотверженность, проявленные при защите конституционного строя и установлении правопорядка в Чеченской Республике» гвардии капитан Александр Борисевич был удостоен высокого звания Героя Российской Федерации с вручением медали «Золотая Звезда».
В одном из боёв в феврале 1995-го получил осколочные ранения в обе ноги. После госпиталя вернулся в строй, с 1995 года командовал батальоном в 137 гв пдп. Участвовал в миротворческой миссии на территории бывшей Югославии.
С 2000 года преподавал на кафедре вооружения и стрельбы Рязанского института воздушно-десантных войск. В 2003 году он окончил Общевойсковую академию Вооружённых Сил Российской Федерации. С 2003 года — адъюнкт в этой академии, с 2006 года — старший преподаватель кафедры Воздушно-десантных войск в ней же. В 2007 году уволен в запас из ВС РФ, но продолжает находиться в академии на преподавательской работе.
Также награждён рядом медалей.